# Eugeen Van Mieghem
Eugeen Van Mieghem (Anversa, 1º ottobre 1875 – Anversa, 24 marzo 1930) è stato un pittore belga.

Le sue opere sono esposte nella sua città natale presso il Museo Eugeen Van Mieghem.

## Biografia
Eugeen Van Mieghem nacque e visse nella zona del porto di Anversa, fatto questo che ha influenzato profondamente lo stile e i soggetti delle sue opere. Fin da piccolo dimostrò talento per la pittura, e nel 1892 venne introdotto alle opere di Vincent van Gogh, Georges Seurat, Camille Pissarro e Henri de Toulouse-Lautrec da una mostra organizzata dal pittore e architetto Henry van de Velde presso la Royal Academy di Anversa. Si iscrisse alla stessa accademia, ma venne espulso dai professori per via del suo stile di pittura troppo libero e spontaneo; ciò lo spinse a farsi coinvolgere in politica e ad unirsi a movimenti progressisti e anarchici.
Nel 1902 sposò Augustine Pautre, che però venne presto colpita da una grave malattia e morì nel 1904. Nel periodo della malattia Eugeen ritrasse la moglie in numerosi disegni, ma poi si ritirò dalle scene a causa del lutto fino al 1910. Nel 1912 l'Accademia che alcuni anni prima lo aveva espulso organizzò una mostra su di lui, suscitando un interesse internazionale che portò le sue opere anche a Colonia e a L'Aia. Nel 1919 venne organizzata una nuova mostra nella sua città natale, questa volta sulle opere prodotte nel corso degli anni della prima guerra mondiale.
Nel 1929 divenne professore di pittura all'Accademia di Anversa, e continuò ad esporre le sue opere in mostre fino alla sua morte, avvenuta nel 1930 all'età di 54 anni.

La città di Anversa ha aperto un museo a lui dedicato nel 1993, ospitato dal 2008 nella Het Redershuis.

## Stile e riconoscimenti
Lo stile di Van Mieghem si può far coincidere con quello del movimento impressionista e post-impressionista, nel quale riversò il suo idealismo. I soggetti principali delle sue opere sono quelli tipici della vita portuale: portatori, fabbricanti di sacchi, addetti portuali, chiatte e vagabondi, ma soprattutto emigranti pronti ad imbarcarsi per l'America.
Iniziò ad essere riconosciuto come uno dei pittori più promettenti della "scuola di Anversa" a partire dai primi anni del Novecento, potendo esporre le sue opere a Bruxelles presso la La Libre Esthétique assieme ad artisti quali Claude Monet, Paul Cézanne, Camille Pissarro, Jean Renoir e Édouard Vuillard. La numerosa produzione di quadri e pastelli incontrò il vasto favore della critica del tempo, che paragonò i suoi lavori a quelli di Théophile Alexandre Steinlen, Jean-Louis Forain e Käthe Kollwitz.
Le sue opere sono state riscoperte a livello internazionale agli inizi del XXI secolo, a partire da una retrospettiva organizzata nel 2000 dal Museo Picasso a Barcellona, che includeva 7 delle sue opere. Nel 2017 le sue opere vennero esposte alla Hugh Lane Municipal Gallery di Dublino.